# Boucherville
Boucherville ist eine Stadt im Südwesten der kanadischen Provinz Québec. Sie liegt in der Verwaltungsregion Montérégie gegenüber von Montreal. Boucherville ist Teil der Agglomeration Longueuil, hat eine Fläche von 70,50 km² und zählt 41.671 Einwohner (Stand: 2016). Von 2002 bis 2006 war Boucherville ein Stadtteil von Longueuil.

## Geographie
Boucherville liegt am Ostufer des Sankt-Lorenz-Stroms in der Region Rive-Sud, in weitgehend flachem Gelände. Zum Stadtgebiet gehört die im Strom liegenden Îles de Boucherville. Diese Inselgruppe gehört zum Hochelaga-Archipel und besteht aus rund einem Dutzend Inseln, darunter die Île Grosbois, die Île de la Commune, die Île Sainte-Marguerite, die Île Saint-Jean und die Île Tourte-Blanche. Der 8,14 km² große Parc national des Îles-de-Boucherville umfasst den größten Teil dieser Inselgruppe. Nachbargemeinden sind Varennes im Norden, Sainte-Julie im Nordosten, Saint-Bruno-de-Montarville im Südosten, Longueuil im Süden sowie Montreal und Montréal-Ouest im Westen (auf der gegenüberliegenden Seite des Sankt-Lorenz-Stroms auf der Île de Montréal).

## Geschichte

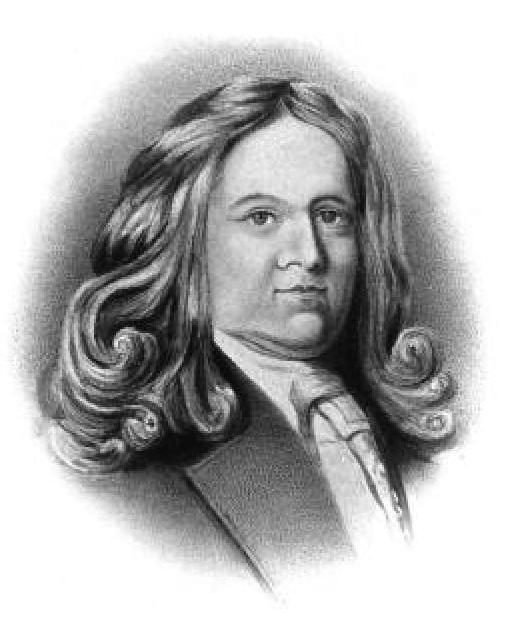
Pierre Boucher

Stadtwappen

Pierre Boucher, der französische Gouverneur von Trois-Rivières, erhielt 1664 die Seigneurie Îles-Percées zugesprochen. Als er 1667 von seinem Amt zurücktrat, gründete er am Flussufer eine befestigte Siedlung, die bald Boucherville genannt wurde. Die erste hölzerne Kirche entstand 1670, acht Jahre später erfolgte die Gründung der Pfarrei Sainte-Famille. Fast drei Jahrhunderte lang blieb die Landwirtschaft der vorherrschende Wirtschaftszweig. Ein Großbrand zerstörte 1843 fast alle Häuser. In den 1950er Jahren setzte ein markantes Bevölkerungswachstum ein und Boucherville entwickelte sich zu einem Vorort von Montreal und erhielt 1957 den Stadtstatus. Auch als Industriestandort gewann Boucherville ab Mitte der 1960er Jahre nach Eröffnung der Autobahn rasch an Bedeutung.
Die Regierung der Provinz Québec ordnete die Fusion mehrerer Gemeinden mit der Stadt Longueuil an, die am 1. Januar 2002 in Kraft trat. Boucherville bildete nun einen Stadtteil von Longueuil. Dieses Vorgehen stieß in Teilen der Bevölkerung auf großen Widerstand. Bei einem Referendum am 20. Januar 2004 sprachen sich 63,8 % der Abstimmenden für die Trennung aus, wobei das benötigte Quorum von 35 % Ja-Stimmen sämtlicher Stimmberechtigten deutlich überschritten wurde. Die Gemeinde wurde am 1. Januar 2006 neu gegründet, musste aber einige Kompetenzen an den Gemeindeverband der Agglomeration Longueuil abtreten. Boucherville ist Mitglied des im Jahr 2000 gegründeten Zweckverbandes Communauté métropolitaine de Montréal.

## Bevölkerung
Gemäß der Volkszählung 2011 zählte Boucherville 40.753 Einwohner, was einer Bevölkerungsdichte von 575,5 Einw./km² entspricht. 92,4 % der Bevölkerung gaben Französisch als Hauptsprache an, der Anteil des Englischen betrug 2,3 %. Als zweisprachig (Französisch und Englisch) bezeichneten sich 0,6 %, auf andere Sprachen und Mehrfachantworten entfielen 4,7 %. Ausschließlich Französisch sprachen 58,1 %. Im Jahr 2001 waren 93,7 % der Bevölkerung römisch-katholisch, 1,1 % protestantisch und 4,1 % konfessionslos.

## Verkehr und Wirtschaft
Boucherville liegt an der Autoroute 20. Diese Autobahn führt von Montreal über Drummondville und Lévis nach Rivière-du-Loup. Sie überquert den Sankt-Lorenz-Strom mittels der Pont Louis-Hippolyte-Lafontaine, einem kombinierten Brücken- und Tunnelbauwerk; der östliche Teil bis zur Île Sainte-Marguerite ist oberirdisch, der westliche unterirdisch. Am Flussufer kreuzt sich die Autobahn mit der Hauptstraße Route 132 (Longueuil–Sorel-Tracy), die auf Stadtgebiet autobahnähnlich ausgebaut ist. Für den öffentlichen Nahverkehr sind die Busgesellschaften Réseau de transport de Longueuil und CIT Sorel-Varennes zuständig, die Boucherville mit mehreren Nachbargemeinden und der Metro Montreal verbinden.
Beidseits der Autobahn befindet sich eine 7 km² große Industrie- und Gewerbezone; dort gibt es rund 600 Unternehmen verschiedener Branchen mit über 23.000 Arbeitsplätzen. Bedeutendstes Unternehmen mit Hauptsitz in Boucherville ist RONA, eine Handelskette für Haushaltsgeräte und Gartenartikel.

## Städtepartnerschaft
Boucherville unterhält eine Partnerschaft mit der französischen Gemeinde Mortagne-au-Perche, der Heimat von Stadtgründer Pierre Boucher. Weitere Partnergemeinden sind Kingston (Ontario) in Kanada und Les Abymes im französischen Überseegebiet Guadeloupe.

## Persönlichkeiten
- Toussaint Charbonneau (1767–1843), Forscher
- Jonathan Duhamel (* 1987), Profi-Pokerspieler
- Étienne Desmarteau (1873–1905), Leichtathlet
- Louis-Hippolyte La Fontaine (1807–1864), Politiker
- Marjorie Lajoie (* 2000), Eiskunstläuferin
- Kevin Marshall (* 1989), Eishockeyspieler
- Dominique Rollin (* 1982), Radrennfahrer
- Stéphane Quintal (* 1968), Eishockeyspieler

## Bilder

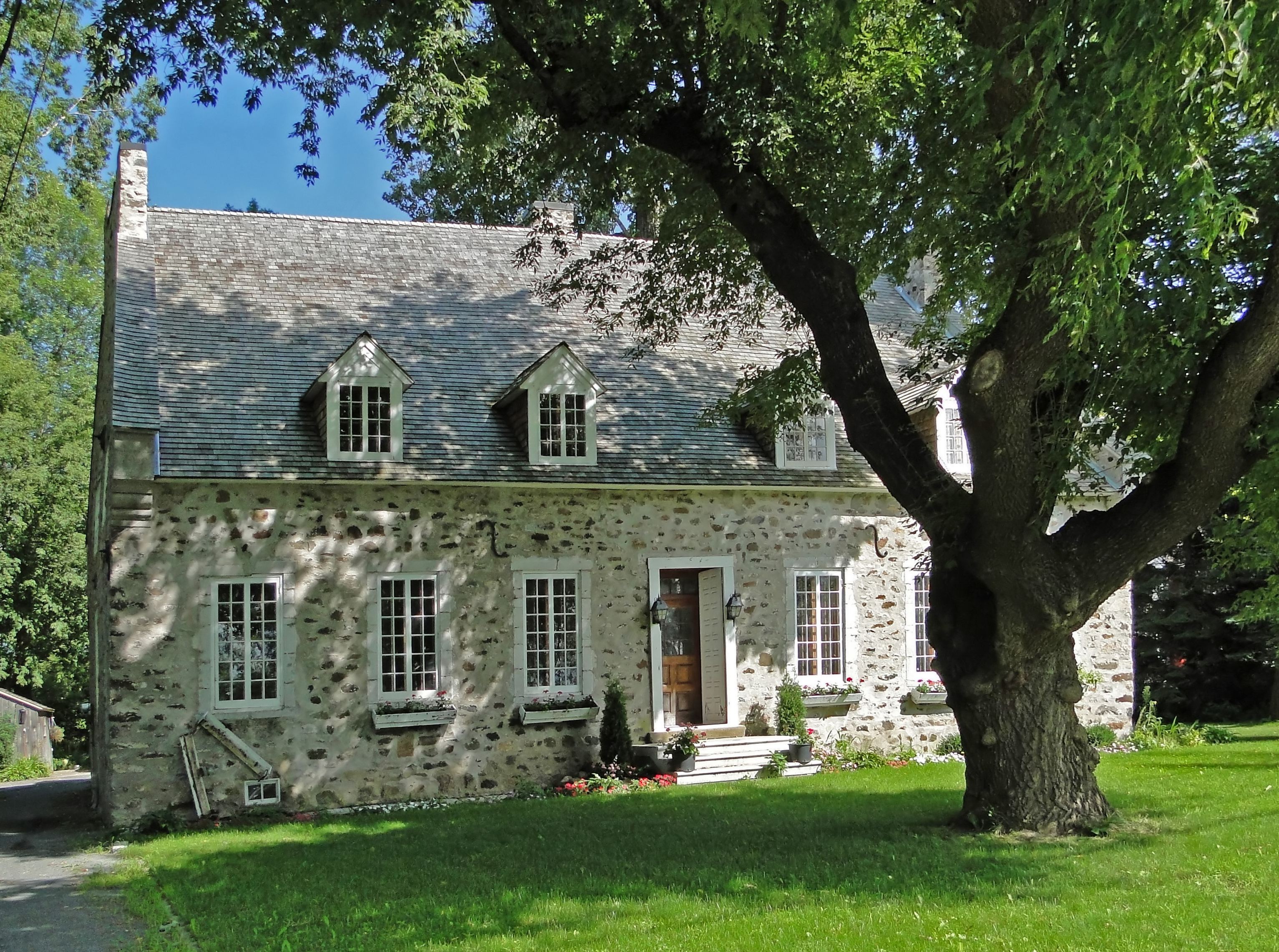
Manoir François-Pierre Boucher (1740)
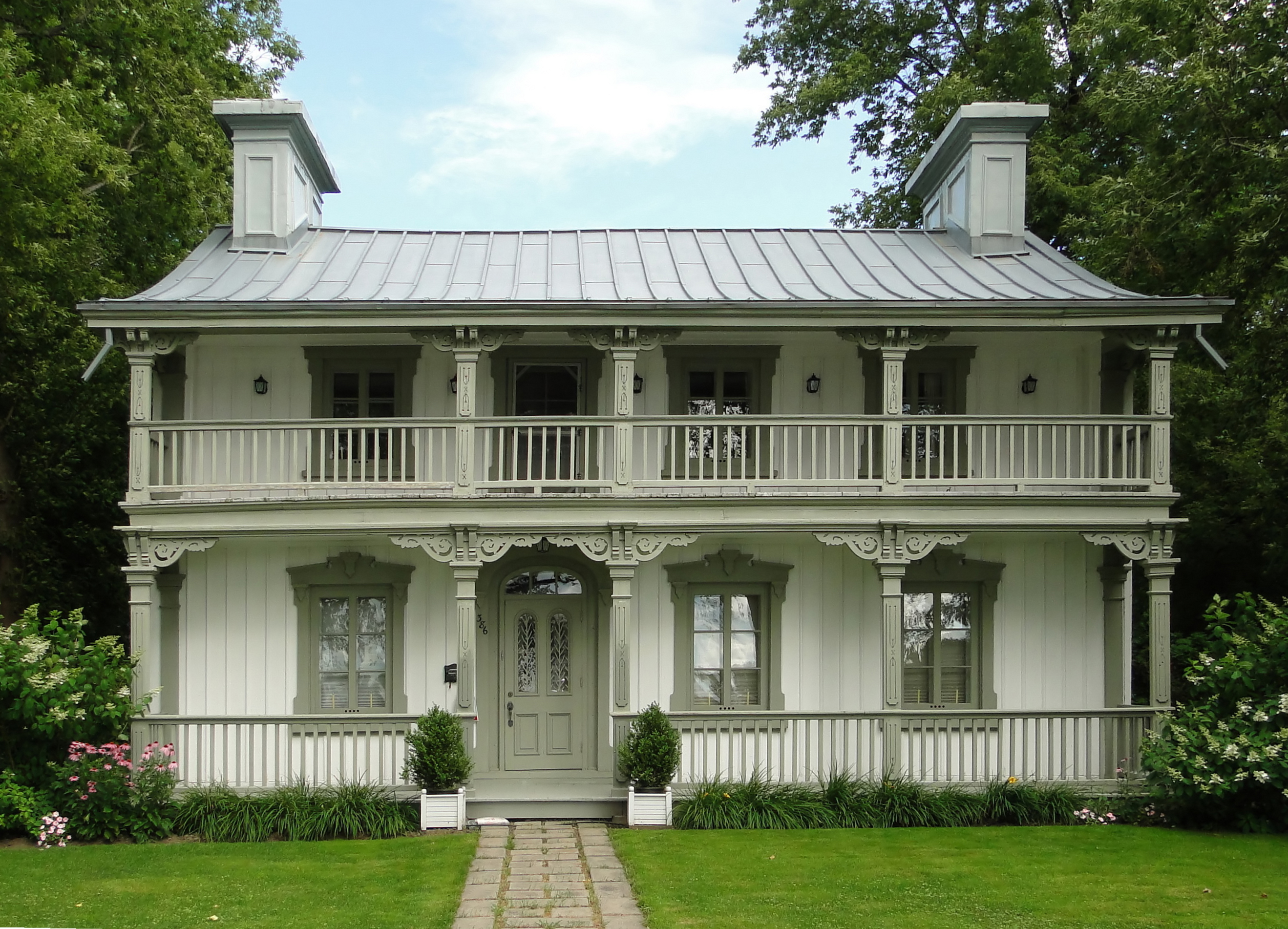
Maison Quintal-Quesnel (1750)
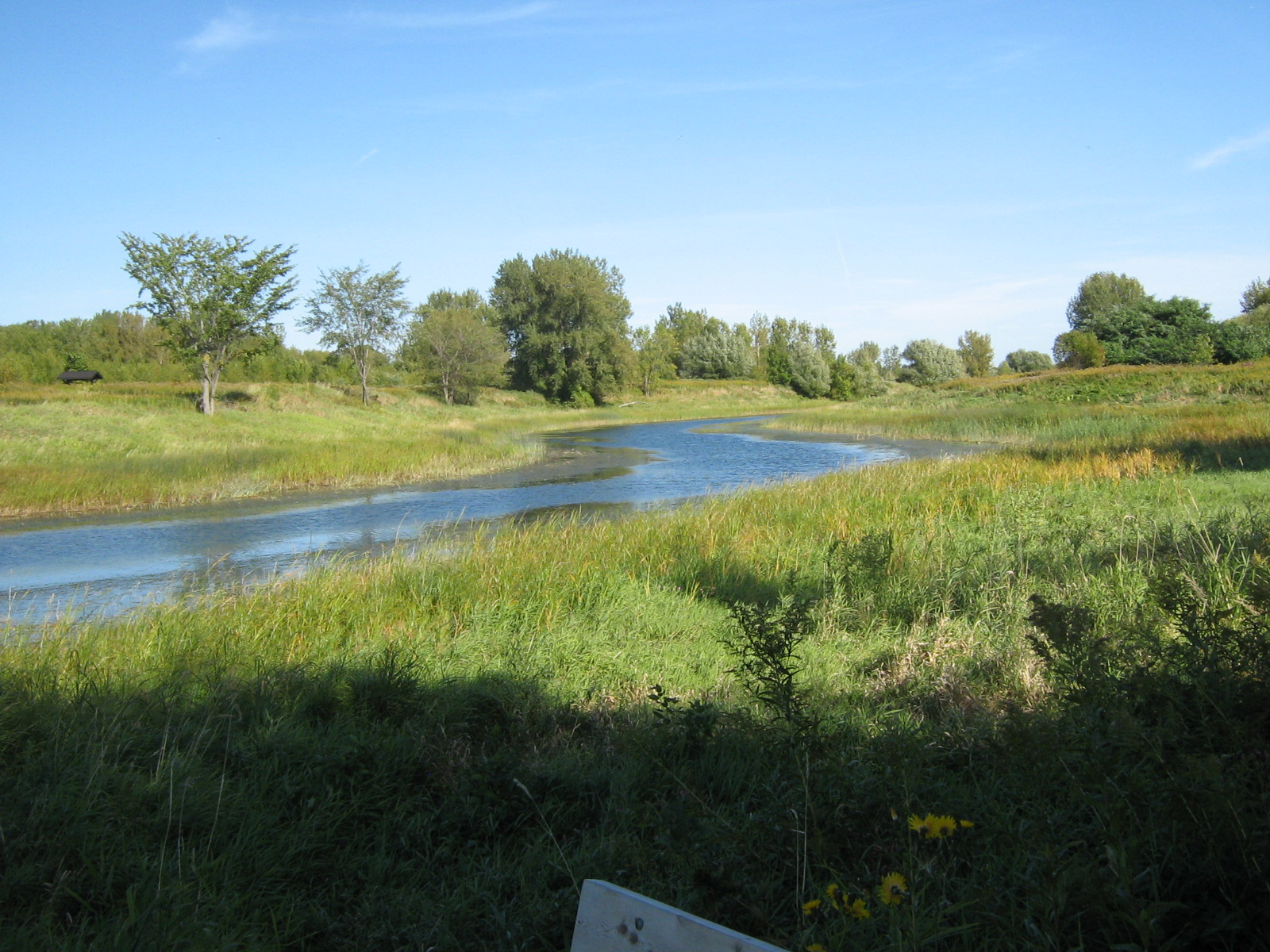
Parc national des Îles-de-Boucherville
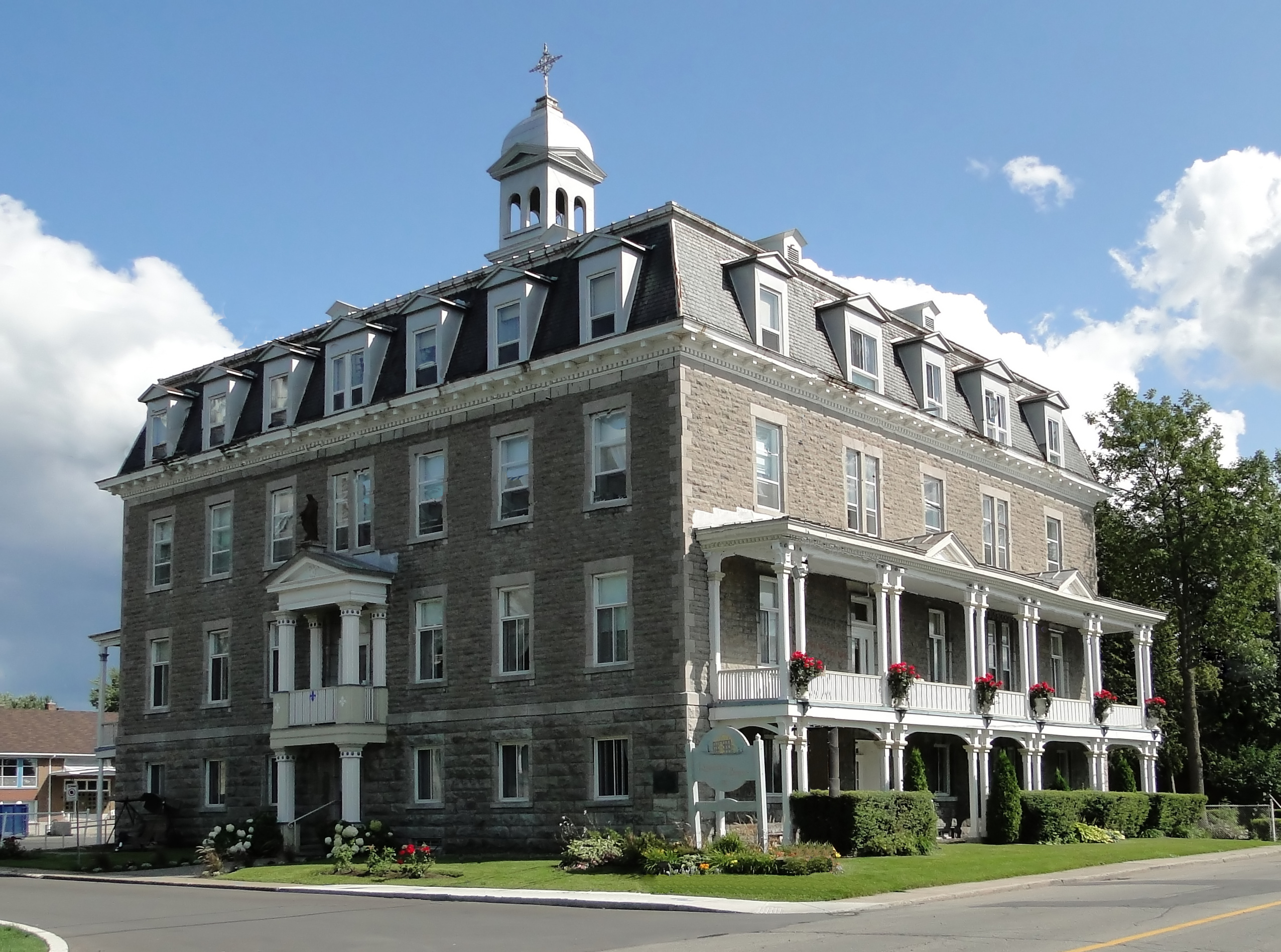
Ehemaliges Kloster der Congrégation de Notre-Dame (1888–1972)